# 韋塞利冰川
韋塞利冰川（英語：Veselie Glacier）是南極洲的冰川，位於葛拉漢地的奧斯塔嶺地區，長7公里、寬2.5公里，最終在科申角西南面注入斯皮蘭灣，該冰川以保加利亞東南部的鄉鎮命名。
65°16′15″S 62°10′00″W / 65.27083°S 62.16667°W

## 外部連結

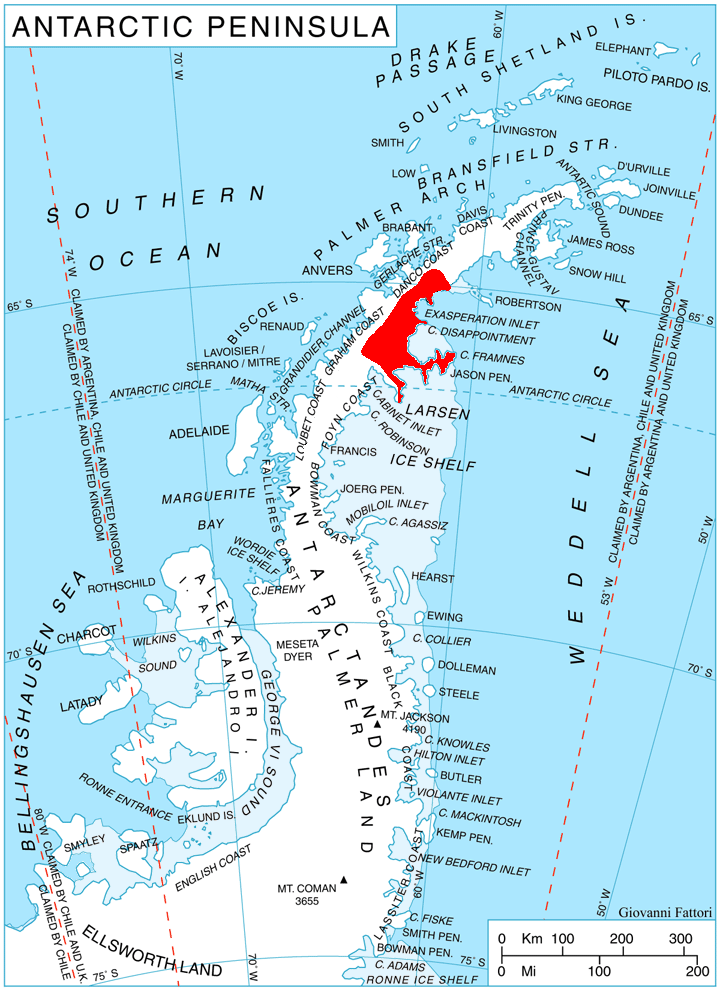

- Veselie Glacier. （页面存档备份，存于） SCAR Composite Antarctic Gazetteer.